# Sphaerotherium fraternum
Sphaerotherium fraternum är en mångfotingart som beskrevs av Butler 1872. Sphaerotherium fraternum ingår i släktet Sphaerotherium och familjen Sphaerotheriidae. Inga underarter finns listade i Catalogue of Life.